# 商業及び事務所における労働時間の規律に関する条約
商業及び事務所における労働時間の規律に関する条約（しょうぎょうおよびじむしょにおけるろうどうじかんのきりつにかんするじょうやく、英語: Convention concerning the Regulation of Hours of Work in Commerce and Offices）は、国際労働機関の条約。1930年6月28日に採択、1933年8月29日に発効した。商業と事務所における労働時間を原則1日8時間、1周48時間に定めた条約。
2018年4月時点で30か国が批准しており、うちニュージーランドが1989年に、フィンランドが1999年に脱退しており、またオーストリアが第一共和国時代の1933年に批准したが未発効のままであった。

## 批准国一覧
- アルゼンチン
- ボリビア
- ブルガリア
- チリ
- コロンビア
- キューバ
- エジプト
- 赤道ギニア
- ガーナ
- グアテマラ
- ハイチ
- イラク
- イスラエル
- クウェート
- レバノン
- ルクセンブルク
- メキシコ
- モロッコ
- モザンビーク
- ニカラグア
- ノルウェー
- パナマ
- パラグアイ
- サウジアラビア
- スペイン
- シリア
- ウルグアイ